# Vilarnadal
Vilarnadal es una localidad española del municipio de Masarac, perteneciente a la provincia de Gerona, en la comunidad autónoma de Cataluña.

## Historia
Hacia mediados del siglo XIX, el lugar, ya por entonces perteneciente a Masarac, tenía contabilizada una población de 170 habitantes. Aparece descrito en el decimosexto volumen del Diccionario geográfico-estadístico-histórico de España y sus posesiones de Ultramar de Pascual Madoz de la siguiente manera:

VILARDANAL: l. en la prov. y dióc. de Gerona, part. jud. de Figueras, aud. terr., c. g. de Barcelona, ayunt. de Masaracb. sit. á la márg. izq. del r. Llobregat, con buena ventilacion y clima frio pero sano, y afecto á fiebres intermitentes. Tiene 25 casas, y una igl. parr. (San Pedro) servida por un cura de ingreso, de presentacion del señor marqués de Moyá. El térm. confina con los de Masarach, Costas de Perelada, Cabanas y Escanlas. El terreno es llano, de buena calidad; le fertiliza el mencionado r., y le cruzan varios caminos locales. prod.: trigo, legumbres, vino y aceite; cria ganado y caza. pobl.: 38 vec., 170 alm. cap. prod. 1.914.000. rs. imp.: 47,850.
(Madoz, 1850, p. 85)

En 2022, la entidad singular de población tenía empadronados 119 habitantes y el núcleo de población 113 habitantes.

## Patrimonio
En la localidad hay una iglesia bajo la advocación de San Pedro.